# Omega Octantis
Omega Octantis är en blåvit stjärna i huvudserien i Oktantens stjärnbild.
Stjärnan har visuell magnitud +5,87 och är svagt synlig för blotta ögat vid god seeing. Den befinner sig på ett avstånd av ungefär 315 ljusår.